# مات وليامز (سياسي)
مات وليامز (بالإنجليزية: Matt Williams)‏ هو سياسي أسترالي، ولد في 28 مارس 1973 في أديلايد في أستراليا. حزبياً، نشط في الحزب الليبرالي الأسترالي. وقد انتخب عضو مجلس النواب الأسترالي عن دائرة Division of Hindmarsh ‏ (7 سبتمبر 2013 – 2 يوليو 2016).